# Marble Mania (Nederland)
Marble Mania is een Nederlands televisieprogramma dat sinds 2021 jaarlijks in het voorjaar wordt uitgezonden door SBS6. De presentatie van het programma is in handen van Winston Gerschtanowitz, de voice-over wordt verzorgd door Jack van Gelder. Giovanni Latooy ging in het eerste seizoen bij knikkeraars thuis op bezoek om hun knikkerbaan te testen. Het programma wordt opgenomen in Studio Baarn.

## Format
In het programma gaan drie bekende Nederlanders de strijd met elkaar aan in diverse knikkerspellen. Na afloop van elk spelletje zijn er de geluksbanen waarin zes gekleurde knikkers een hindernisbaan afleggen. De finale bestaat uit een knikkerbaan met duizenden knikkers. Elke persoon krijgt een eigen kleur knikker (rood, geel of blauw) die door loting wordt toegewezen voorafgaand aan de opnames. Ze dragen tijdens de opnames kleding in dezelfde kleur als de knikkers, zodat goed is te zien wie met welke kleur speelt.

## Seizoensoverzicht
| Seizoen | Uitzenduren                 | Aantal afleveringen | Start seizoen   | Start seizoen | Einde seizoen    | Einde seizoen | Gemiddelde kijkcijfers |
| Seizoen | Uitzenduren                 | Aantal afleveringen | Datum           | Kijkcijfers   | Datum            | Kijkcijfers   | Gemiddelde kijkcijfers |
| ------- | --------------------------- | ------------------- | --------------- | ------------- | ---------------- | ------------- | ---------------------- |
| 1       | Donderdag 20:30 – 21:30 uur | 7                   | 21 januari 2021 | 1.398.000     | 4 maart 2021     | 1.296.000     | 1.247.286              |
| 2       | Donderdag 20:30 – 21:30 uur | 8                   | 6 januari 2022  | 972.000       | 24 februari 2022 | 600.000       | 768.375                |
| 3       | Zaterdag 20:30 – 21:30 uur  | 6                   | 18 maart 2023   | 576.000       | 22 april 2023    | 581.000       | 507.500                |
| 4       | Zaterdag 20:30 – 21:30 uur  | 6                   | 20 april 2024   | 697.000       | 25 mei 2024      | 499.000       | 597.667                |
| 5       | Zaterdag 20:30 – 21:30 uur  | 6                   | 24 mei 2025     | 687.000       | 28 juni 2025     | 452.000       | 514.000                |

## Afleveringsoverzicht

### Seizoen 1 (2021)
| Afl. | Uitzenddatum     | Gasten          | Gasten               | Gasten                   | Kijkcijfers | Kijkcijfers incl. uitgesteld kijken |
| ---- | ---------------- | --------------- | -------------------- | ------------------------ | ----------- | ----------------------------------- |
| 1    | 21 januari 2021  | Wesley Sneijder | Ronald de Boer       | Giovanni van Bronckhorst | 1.398.000   | 1.885.000                           |
| 2    | 28 januari 2021  | Nick Schilder   | Simon Keizer         | Kees Tol                 | 1.377.000   | 1.801.000                           |
| 3    | 4 februari 2021  | Giel de Winter  | Thomas van der Vlugt | Stefan Jurriens          | 1.164.000   | 1.607.000                           |
| 4    | 11 februari 2021 | Hélène Hendriks | Hans Kraay jr.       | Toine van Peperstraten   | 1.280.000   | 1.616.000                           |
| 5    | 18 februari 2021 | Sander Lantinga | Frank Dane           | Wietze de Jager          | 1.060.000   | 1.442.000                           |
| 6    | 25 februari 2021 | Inge de Bruijn  | Leontien van Moorsel | Kjeld Nuis               | 1.156.000   | 1.490.000                           |
| 7    | 4 maart 2021     | John de Wolf    | Dennis van der Geest | Anouk Hoogendijk         | 1.296.000   | 1.583.000                           |

### Seizoen 2 (2022)
| Afl. | Uitzenddatum     | Gasten                  | Gasten             | Gasten                    | Kijkcijfers | Kijkcijfers incl. uitgesteld kijken |
| ---- | ---------------- | ----------------------- | ------------------ | ------------------------- | ----------- | ----------------------------------- |
| 1    | 6 januari 2022   | Martien Meiland         | Erica Renkema      | Montana en Maxime Meiland | 972.000     | 1.315.000                           |
| 2    | 13 januari 2022  | Wilfred Genee           | René van der Gijp  | Johan Derksen             | 896.000     | 1.214.000                           |
| 3    | 20 januari 2022  | Jörgen Raymann          | Jandino Asporaat   | Roué Verveer              | 758.000     | 1.033.000                           |
| 4    | 27 januari 2022  | Raymond van Barneveld   | Michael van Gerwen | Vincent van der Voort     | 705.000     | 964.000                             |
| 5    | 3 februari 2022  | Maarten van der Weijden | Marianne Timmer    | Nicolien Sauerbreij       | 694.000     | 886.000                             |
| 6    | 10 februari 2022 | Amy Vol                 | Shelley Vol        | Lisa Vol                  | 847.000     | 1.089.000                           |
| 7    | 17 februari 2022 | Dries Roelvink          | Donny Roelvink     | Dave Roelvink             | 675.000     | 996.000                             |
| 8    | 24 februari 2022 | Marit Bouwmeester       | Henk Grol          | Remy Bonjasky             | 600.000     | n.n.b.                              |

### Seizoen 3 (2023)
| Afl. | Uitzenddatum  | Gasten                | Gasten        | Gasten              | Kijkcijfers | Kijkcijfers incl. uitgesteld kijken |
| ---- | ------------- | --------------------- | ------------- | ------------------- | ----------- | ----------------------------------- |
| 1    | 18 maart 2023 | Thomas Berge          | Frans Duijts  | Wolter Kroes        | 576.000     | 700.000                             |
| 2    | 25 maart 2023 | Greetje Bosma         | Teun Kapitein | Tony Regnerus       | 471.000     | 670.000                             |
| 3    | 1 april 2023  | Gers Pardoel          | Glen Faria    | Donnie              | 461.000     | 562.000                             |
| 4    | 8 april 2023  | Tim Coronel           | Tom Coronel   | Giedo van der Garde | 484.000     | 630.000                             |
| 5    | 15 april 2023 | Jasper Demollin       | Daan Boom     | Tobias Camman       | 472.000     | 625.000                             |
| 6    | 22 april 2023 | Chatilla van Grinsven | Michel Mulder | Ronald Mulder       | 581.000     | 695.000                             |

### Seizoen 4 (2024)
| Afl. | Uitzenddatum  | Gasten            | Gasten            | Gasten                                   | Kijkcijfers |
| ---- | ------------- | ----------------- | ----------------- | ---------------------------------------- | ----------- |
| 1    | 20 april 2024 | Hans Kazàn        | Jamie Kazàn       | Steven Kazàn                             | 697.000     |
| 2    | 27 april 2024 | Sanne Koolen      | Frederique Matla  | Marijn Veen                              | 685.000     |
| 3    | 4 mei 2024    | Mart Hoogkamer    | Marco Schuitmaker | Samantha Steenwijk                       | 604.000     |
| 4    | 11 mei 2024   | Leslie Keijzer    | Bo Wilkes         | Pauline Wingelaar                        | 485.000     |
| 5    | 18 mei 2024   | Didier Froger     | Maxim Froger      | Natasja Froger                           | 616.000     |
| 6    | 25 mei 2024   | Niels van Baarlen | Tim Klijn         | Florentien van der Meulen en Rick Romijn | 499.000     |

### Seizoen 5 (2025)
| Afl. | Uitzenddatum | Gasten               | Gasten           | Gasten         | Kijkcijfers |
| ---- | ------------ | -------------------- | ---------------- | -------------- | ----------- |
| 1    | 24 mei 2025  | Johnny de Mol        | Wendy van Dijk   | Dyantha Brooks | 687.000     |
| 2    | 31 mei 2025  | Kimmylien Nguyen     | Tamara Elbaz     | Maria Tailor   | 571.000     |
| 3    | 7 juni 2025  | Marly van der Velden | Bas Muijs        | Ferri Somogyi  | 476.000     |
| 4    | 14 juni 2025 | Danny de Munk        | Monique Smit     | Ammar Bozoglu  | 479.000     |
| 5    | 21 juni 2025 | Duco Telgenkamp      | Thierry Brinkman | Koen Bijen     | 419.000     |
| 6    | 28 juni 2025 | Tabitha              | My Little Puny   | Janey Jacké    | 452.000     |

## Achtergrond
In juni 2020 maakte televisiezender SBS6 bekend dat ze begonnen waren met het samenstellen van dit programma. Het format is gebaseerd op het YouTube-kanaal Jelle's Marble Runs van Jelle Bakker en zijn broer Dion Bakker. De broers hadden hiervoor diverse gesprekken met Talpa Network, echter om praktische redenen bleek een samenwerking voor het programma niet mogelijk nadat de twee partijen er niet uitkwamen samen. In december 2020 werd bekend dat Winston Gerschtanowitz de presentatie van het programma op zich zou nemen.
De eerste aflevering van het eerste seizoen werd uitgezonden op donderdag 21 januari 2021 en trok ruim 1.398.000 kijkers. De eerste aflevering werd echter gemengd ontvangen en ontving kritiek van onder andere televisierecensente Angela de Jong die zei dat SBS6 met dit programma doet denken alsof hun kijkers seniel zijn.
Het tweede seizoen startte op 6 januari 2022. Het derde seizoen startte op 18 maart 2023 en het vierde seizoen startte op 20 april 2024. Deze twee seizoenen worden in tegenstelling tot de eerste twee seizoenen niet op donderdagavond, maar op zaterdagavond uitgezonden. Het eerste seizoen werd gesponsord door PLUS, waarbij in de supermarkten van PLUS de knikkers uit het programma gespaard konden worden (Marble Maniacs) en het tweede seizoen werd gesponsord door Intertoys. Zij hadden als actie dat je via Instagram een filmpje kon delen van een zelfgebouwde knikkerbaan. Degene die de mooiste knikkerbaan had gebouwd, won aan het eind van het programma een cadeaubon van € 500,-. Het derde seizoen werd gesponsord door de VriendenLoterij. Als gevolg hiervan werden er in elke aflevering van dat seizoen prijzen van deze loterij uitgereikt. Het vierde seizoen zijn er geen sponsoren in het programma.

## Internationaal
Voor Marble Mania van start ging op de Nederlandse televisie werd bekend dat het Duitse RTL het programma Marble Mania naar Duitsland zou brengen. Daar wordt het uitgezonden als Murmel Mania en is het vanaf 2021 te zien op RTL. Door de goede kijkcijfers van het programma in Nederland maakte de Belgische omroep VTM bekend het programma ook uit te zullen zenden in Vlaanderen. De Vlaamse versie startte op 12 februari 2022 en wordt gepresenteerd door Kürt Rogiers. De voice-over wordt verzorgd door Kamal Kharmach. In Nederland is de Vlaamse versie te zien via VTM GO. Op 25 juli 2021 ging in Frankrijk de Franse versie van het programma van start op televisiezender TF1.Alle voornoemde landen hebben hun versie van het programma in Nederland opgenomen, zodat ze hetzelfde decor en ook dezelfde knikkerbanen konden gebruiken.